# 1840-е годы

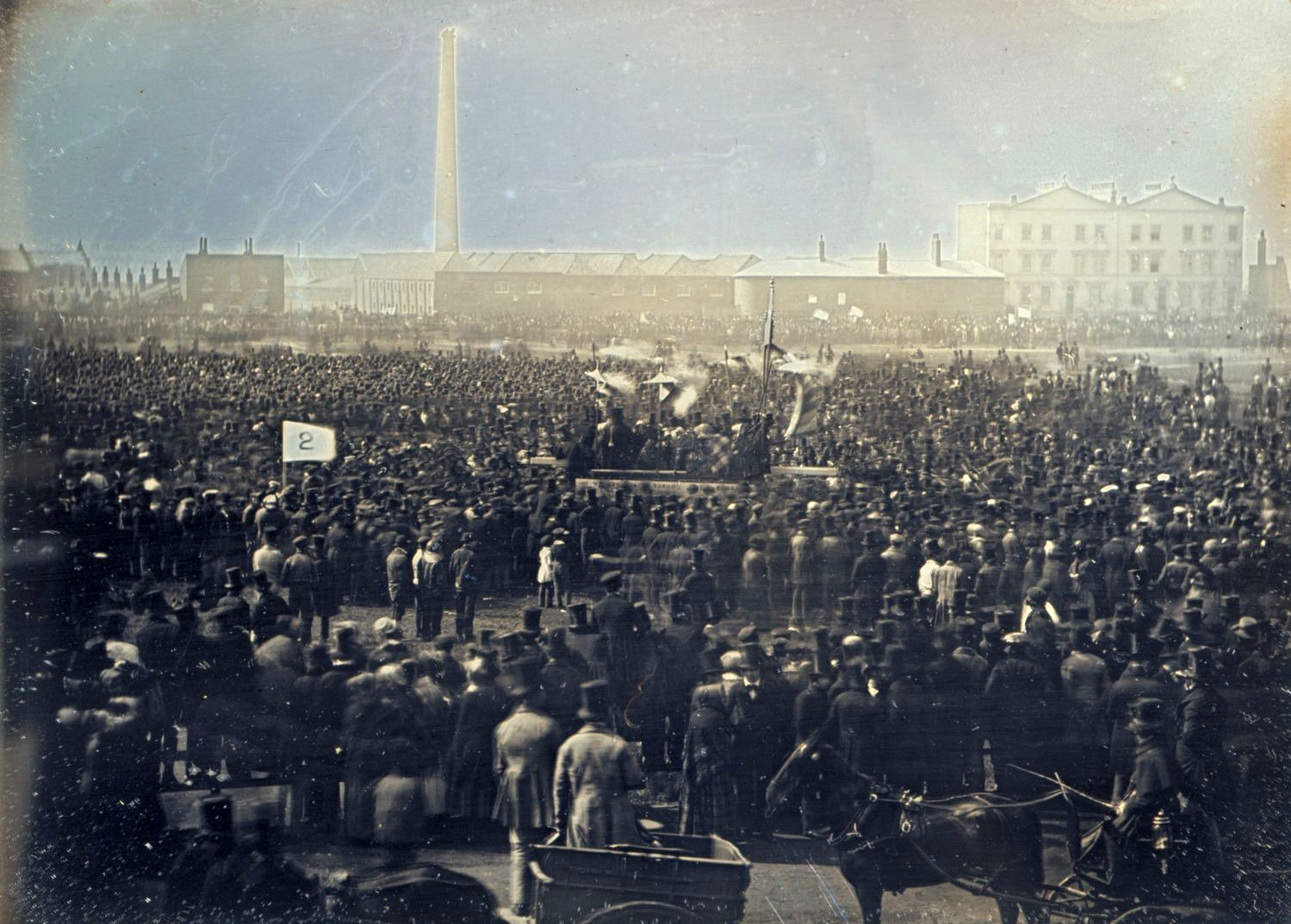
Собрание чартистов в Лондоне, 1848

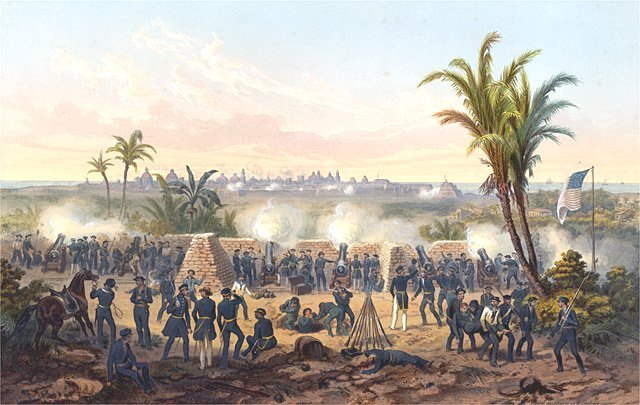
Американо-мексиканская война (1848—1849). Осада Веракрус

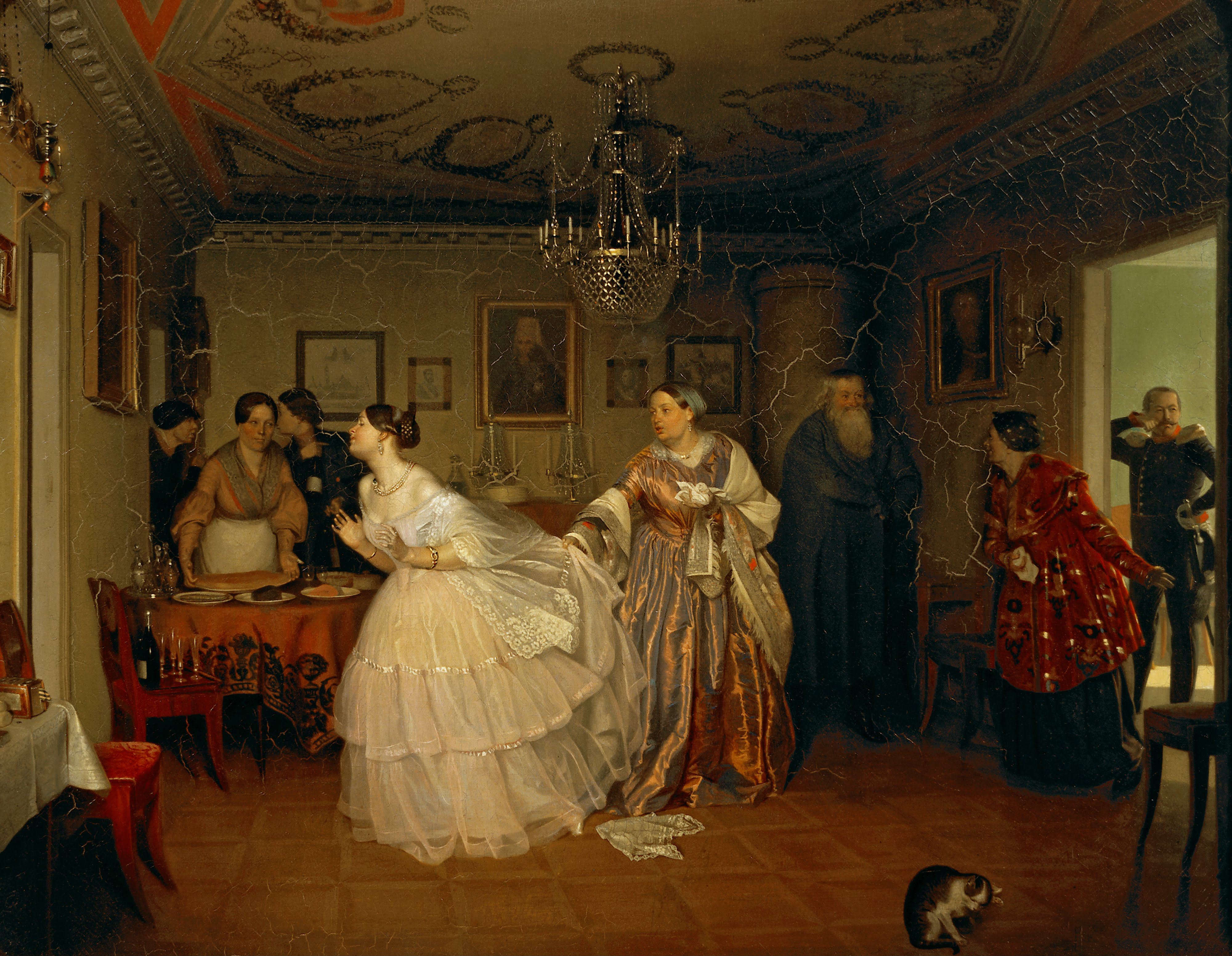
«Сватовство майора» (1848; Федотов)

1840-е (ты́сяча восемьсо́т сороковы́е) го́ды по григорианскому календарю — промежуток времени с 1 января 1840 года по 31 декабря 1849 года, включающий 1840 год 4-го десятилетия   и с 1841 по 1849 годы    5-го десятилетия XIX века 2-го тысячелетия.  Они закончились 176 лет назад.

## Важнейшие события
- Новая Зеландия основана как часть владений британской монархии, согласно договору Вайтанги с коренным народом Маори (1840). Война за флагшток (1845—1846) в серии Новозеландских земельных войн (1845—1872).
- Гражданская война в Уругвае (1839—1851).
- Реформы «Танзимат» в Османской империи (1839—1876). Турецко-египетская война (1839—1841). Лондонская конвенция о проливах (1841).
- Первая опиумная война (1840—1842)[1]. Неравные договоры Китая с Англией (1842, 1843), США (1844), Францией (1844), Швецией и Норвегией (1847)[англ.].
- Рейнский кризис (1840).
- Хивинский поход (1839—1840). Распространение выращивания картофеля в России. Картофельные бунты (1840—1844).
- Уничтожение отряда Эльфинстона в Афганистане (1842). Сикхская империя (1799—1849) пала в результате войн с Ост-Индской компанией (1845—1846, 1848—1849).
- Ирландский картофельный голод (1845—1849), закончившийся эпидемией холеры, унёс жизни до 1,5 млн человек и положил начало массовой эмиграции ирландцев.
- Восстания в Польше (1846; 1848), Кракове (1846), Галиции (1846).
- Реставрация в Швейцарии (1815—1847).
- Восставшие индейцы начинают Юкатанскую войну рас (1847—1901; культ «Говорящих крестов»).
- Экономический кризис (1847).
- Революции 1848—1849 годов во Франции, Австрийской империи, Германии, Итальянских государствах, Дунайских княжествах. Опубликован «Манифест коммунистической партии» (1848; Маркс; Энгельс). Первый конгресс по правам женщин в США поднял вопросы равноправия в принятой им «Декларации чувств» (1848).
- Австро-итальянская война (1848—1849; Рисорджименто).
- В результате Американо-мексиканской войны (1848—1849) Техас присоединён к США. Великое разочарование (1844). Мормоны начинают крупнейшую вынужденную миграцию в американской истории (1846) приведшую, в частности, к образованию штата Юта (1850). Калифорнийская золотая лихорадка (1848—1855) привлекла около 300 тысяч человек и послужила образованию штата Калифорния (1850).

## Культура
- Вальхалла (1842).

### Живопись
- Уильям Тёрнер (1775—1851) художник. «Дождь, пар и скорость» (1844).
- Федотов, Павел Андреевич (1815—1852).

### Музыка
- Адольф Адан (1803—1856). «Жизель» (1841).
- Мендельсон, Феликс (1809—1847). «Марш Мендельсона» (1842).
- Глинка, Михаил Иванович (1804—1857). «Руслан и Людмила» (1842).
- Джузеппе Верди (1813—1901). «Набукко» (1842).
- Пуни, Цезарь (1802—1870). «Эсмеральда» (1844).
- Вагнер, Рихард (1813—1883). «Тангейзер» (1845).
- Шуман, Роберт (1810—1856). Концерт для фортепиано с оркестром (1845).
- Штраус, Иоганн (отец) (1804—1849). «Марш Радецкого» (1848).

## Наука и техника
- Уран получен в чистом виде (1841; Эжен Мелькиор Пелиго).
- «Элементы аналитической машины Чарлза Бэббиджа» (начало программирования для вычислительных машин — 1843; Ада Лавлейс).
- Первая публичная демонстрация работы телеграфа, осуществлённая по линии между городами Вашингтон и Балтимор, положила начало его широкому применению (1844; Морзе).
- «Органическое движение в его связи с обменом веществ» (1845; Майер; Закон сохранения энергии).
- Планета Нептун открыта с помощью математических расчётов (1846).